# Долина Виньялес
Долина Виньялес (исп. Valle de Viñales) — карстовая низменность на западе Кубы, долина занимает 132 км² и окруженной горами Сьерра-де-лос-Органос. Расположена в 30 км к северу от столицы провинции Пинар-дель-Рио. В 1999 году культурный ландшафт долины включён в список Всемирного наследия ЮНЕСКО. В долине используются традиционные методы обработки земли, в частности в табаководстве, сохранилась народная архитектура ферм и деревень, регион имеет богатую этнокультурную историю.
Долина известна своими «моготе» (мogote) — отвесными холмами с плоскими вершинами высотой до 400 м, их возраст — около 160 млн лет. В окрестных горах много пещер, самые известные из них Пещера индейца (Cueva del Indio, Куэва-дель-Индио), Хосе-Мигель (Cueva de José Miguel), Санто-Томас (Cueva de Santo Tomas), последняя пещера считается одной из крупнейших в Латинской Америке, внутри неё проходит 45 км галерей.
В долине находятся также лагерь беглых рабов Паленке-де-лос-Симарронес, ботанический сад Каса-де-Каридад (Casa de Caridad), недалеко от долины расположена гигантская «Доисторическая фреска» (Mural de la Prehistoria) художника Леовихильдо Гонсалеса — на откосе скалы высотой 120 м изображены доисторические люди и животные.
В регионе развиты пешеходный туризм, скалолазание.

## Флора и фауна
Для долины характерны следующие эндемичные растения и животные.
Флора:
- Дерево-сейба (Bombax emarginatum)
- Гауссия превосходная (Gaussia princeps)
- Дуб каймана (Ekmanhianthes actinophilla)
- Микроцикас красивокронный (Microcycas calocoma)

Фауна:
- Колибри-пчёлка (Mellisuga helenae)
- Кубинский трогон (Priotelus temnurus)
- Кубинский тоди (Todus multicolor)
- Кубинский дрозд-отшельник (Myadestes elisabeth)
- Малый кубинский вьюрок (Tiaris canorus)[1].

## Галерея

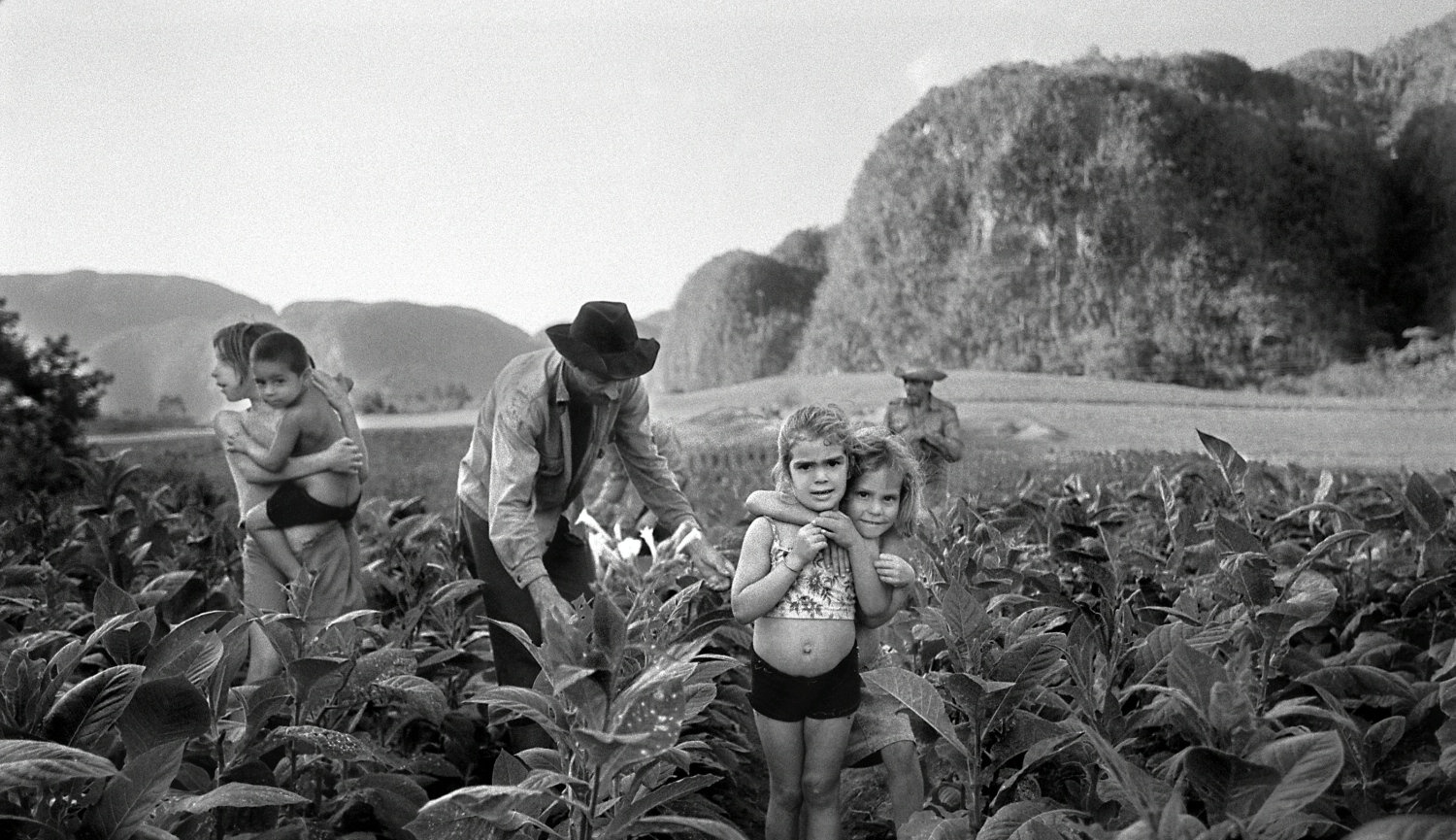
Мануэль Ривера-Ортис: Урожай табака, Долина Виньялес, Ку́ба (2002)
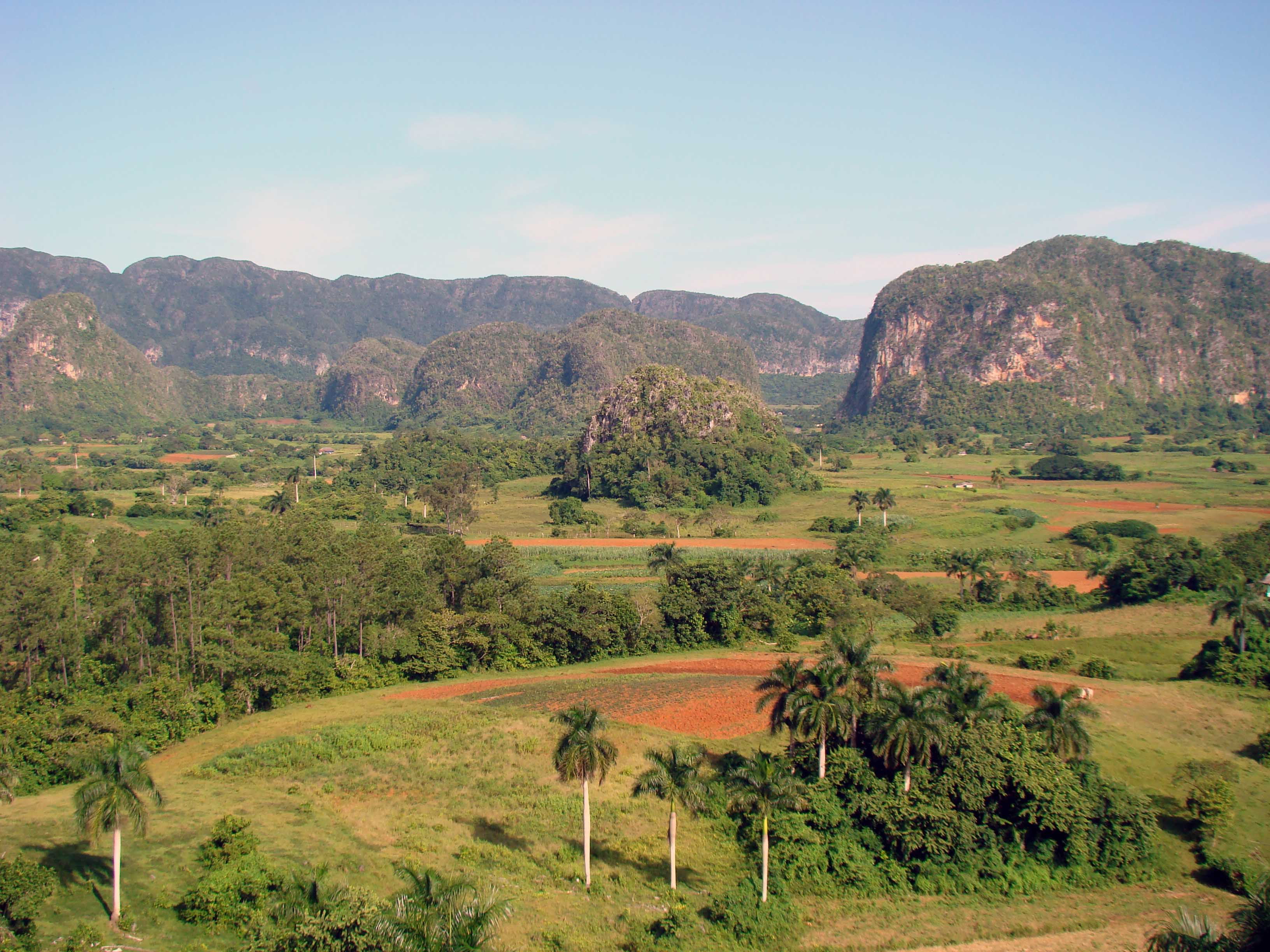
Долина Виньялес
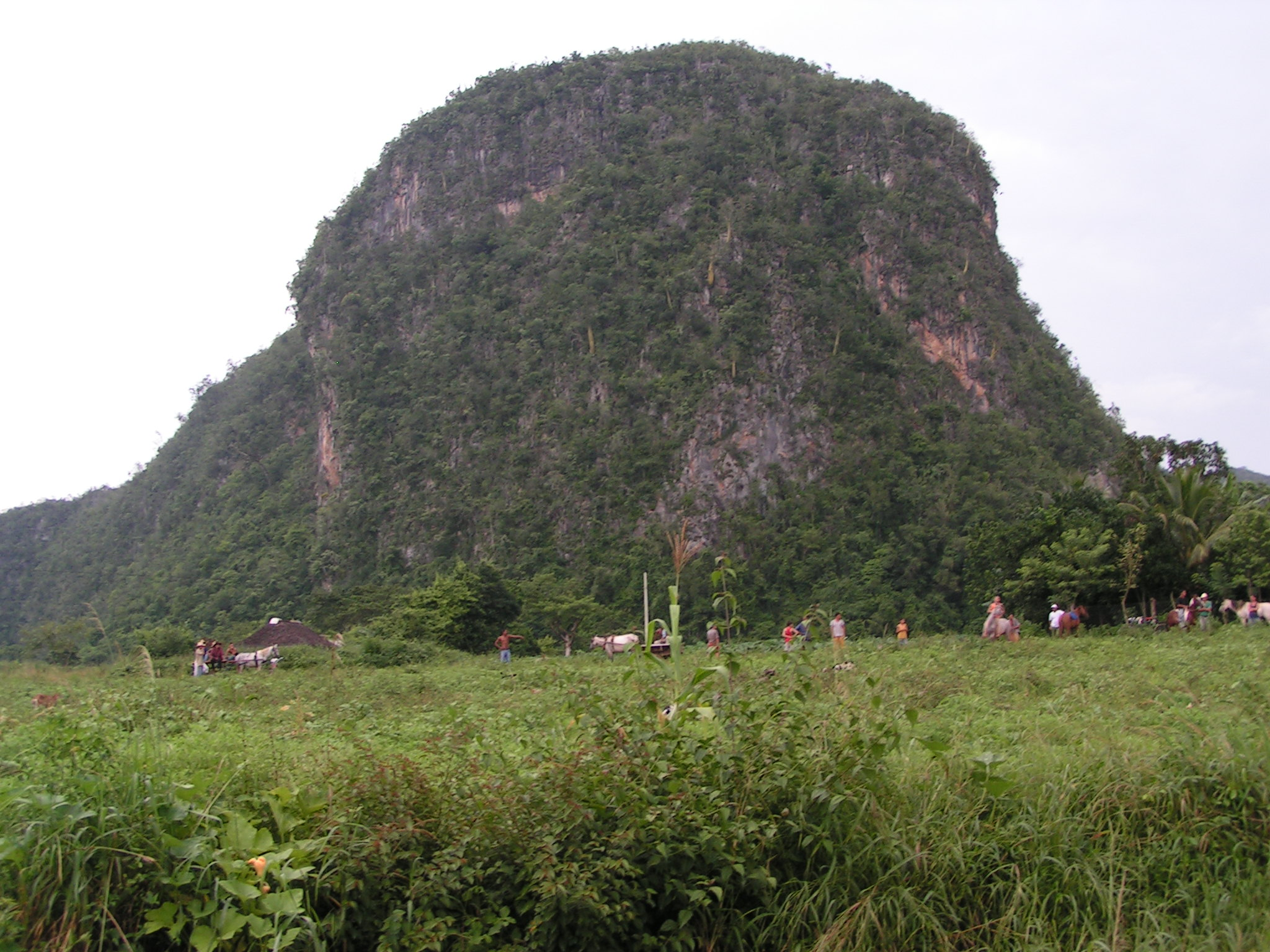
Моготе
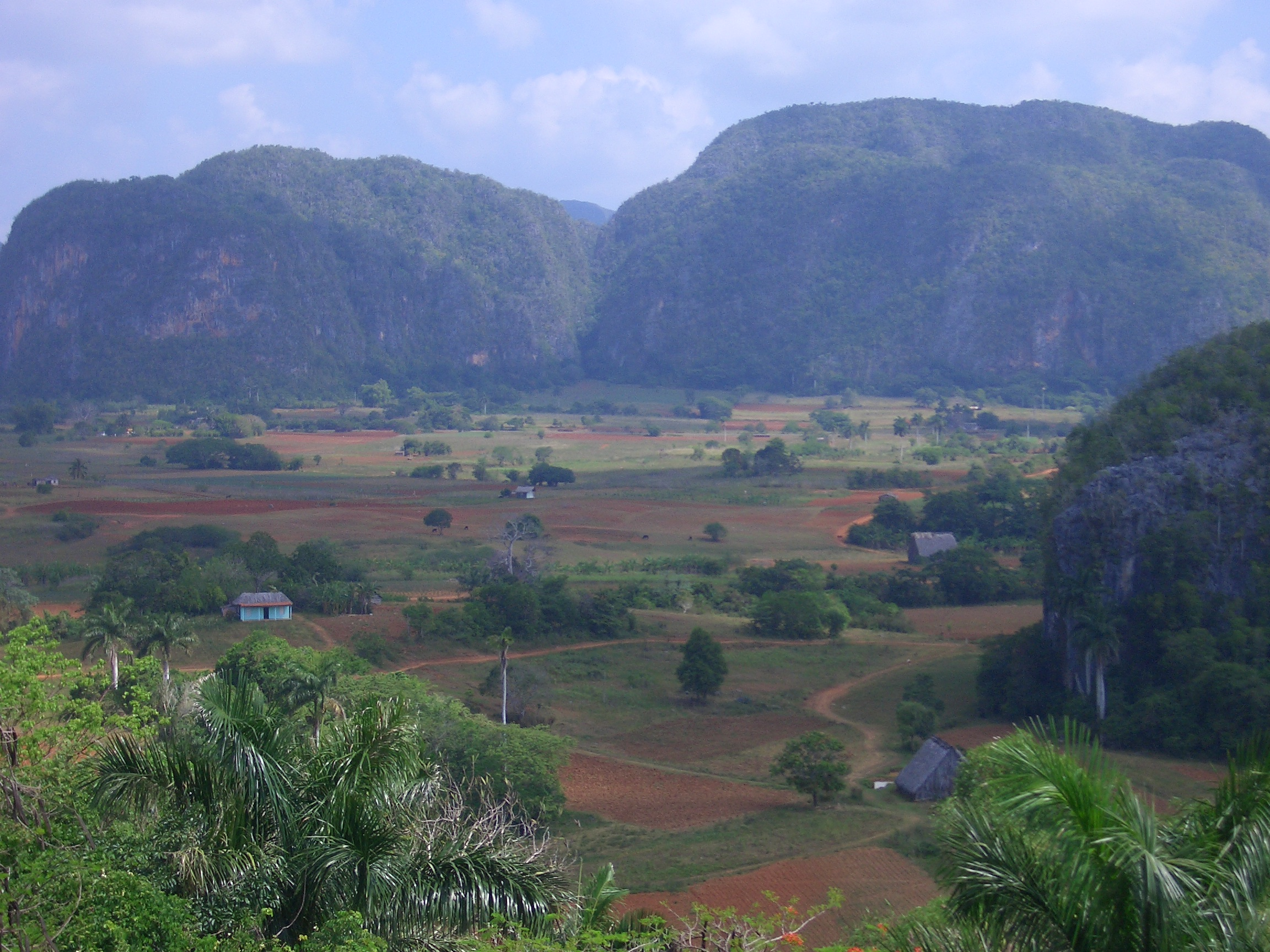
Крестьянские домики